# Parque Nacional Krka
O Parque Nacional Krka é uma área protegida, criada em 24 de janeiro de 1985, localizada no Condado de Šibenik-Knin, na Croácia. Possui uma área de 109 quilômetros quadrados, atingindo áreas das cidades de Knin, Drniš, Skradin e Šibenik, e do município de Ervenika, Kistaja e Prominea; abrange a parte média e superior do rio Krka, atingindo 50 quilômetros do rio; e a parte inferior do rio Čikola, atingindo a foz e 3,5 quilômetros do rio. O parque abriga patrimônios naturais, industriais, culturais e históricos.
O parque está sob a jurisdição e administração do Ministério do Ambiente e Proteção da Natureza da República da Croácia.

## História
Entre os anos 5000 a.C. e 1500 a.C., do período neolítico até a idade do bronze, as cavernas da região foram habitadas pelos homens.
Entre os séculos XII e XV, famílias nobres croatas residiam na região e construíam fortes para proteger seus bens e territórios das famílias rivais. Entre os anos de 1546 e 1648, a região foi ocupada pelos turcos e a maioria das fortificações foram destruídas. Em 1895, foi construída a primeira hidrelétrica da região.
Em meados do século XX, foi reconhecido o valor natural do rio Krka e, no ano de 1971, deram início para declarar o rio Krka como parque nacional. E no dia 24 de janeiro de 1985, foi declarado como parque nacional "a área dos antigos fortes croatas Trošenj e Nečven para Ponte Šibenik, incluindo três quilômetros e meio do rio Čikola, com uma área total de 142 km²".
Em 1997, os limites do parque nacional foram modificados, com o limite norte do parque sendo deslocado até próximo a Knin e o limite sul deslocado até a ponte Skradinski., reduzindo a área do parque para 109 quilômetros quadrados.

## Ecossistema

### Fauna

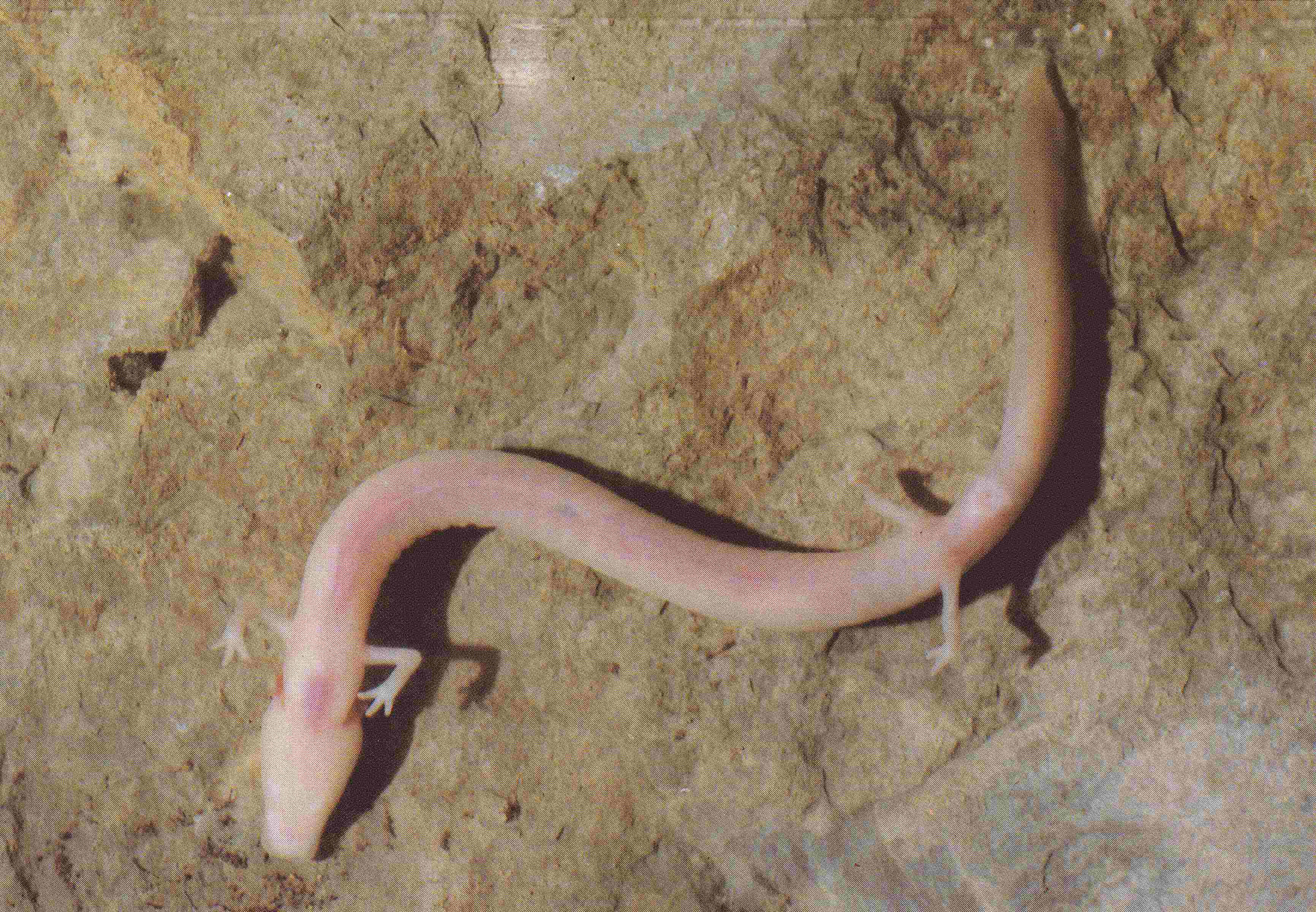
proteus

No rio Krka, que corta o parque, há 27 espécies de peixes, sendo 10 espécies endêmicas. E pelo parque, podem ser encontrados 225 espécies de aves, sendo que cerca de 80 espécies de aves nidificam no Parque. Na caverna  Miljacka 2, pode ser encontrado um anfíbio endêmico chamado proteus.

### Flora

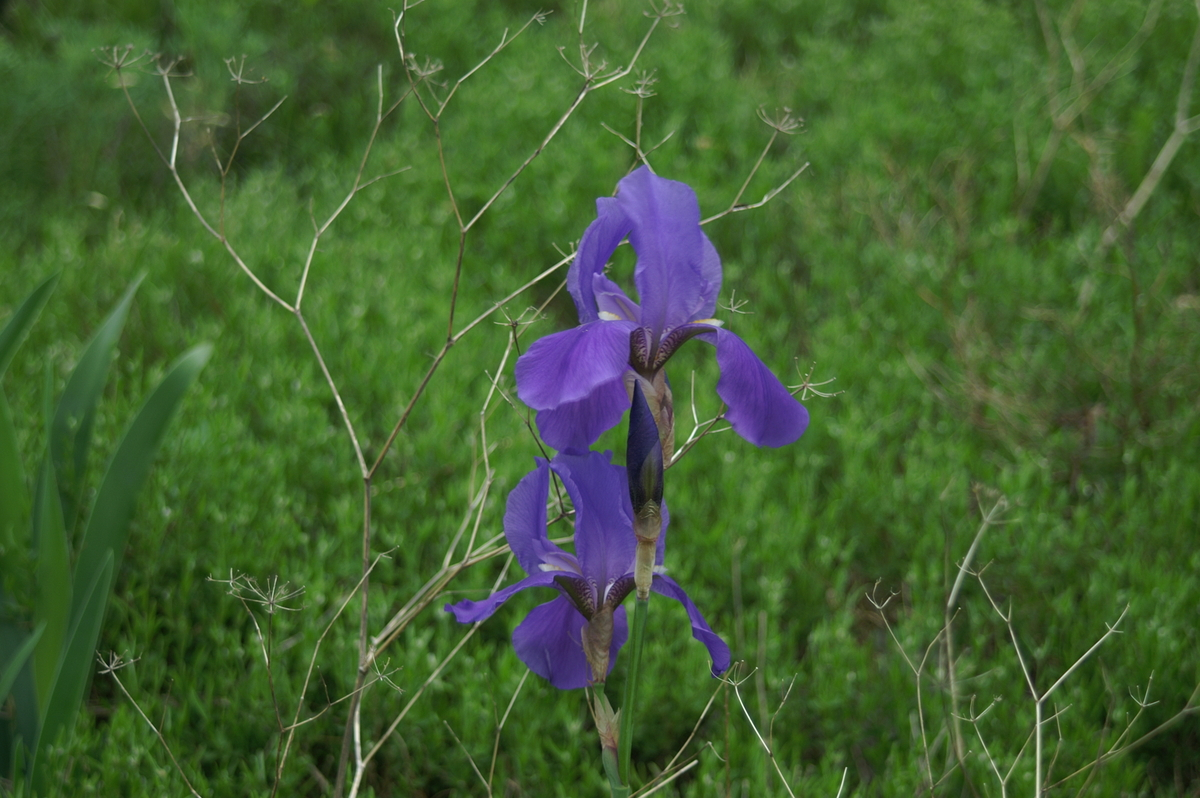
íris illyricas

Foram identificadas 1186 espécies de plantas na área do parque, que corresponde a 20% do total de espécies existentes na flora da Croácia. Cinco espécies são endêmicas: Onosma stellulata, Ophrys liburnica, Peltaria alliacea, Thymus bracteosus e Vincetoxicum hirundinaria ssp. adriaticum. Cinco espécies são consideradas ameaçadas: Vaccaria hispanica (CR), Ophrys apifera (EN), Urtica pilulifera (EN), Orchis provincialis ssp. pauciflora (VU) e Orchis tridentata (VU). Das plantas não nativas, três são consideradas plantas invasorasː Abutilon theophrasti, Datura innoxia e Solidago gigantea. Podemos encontrar a íris illyricas e íris do pântano, o símbolo nacional da Croácia e protegidas por lei.
As florestas do parque se dividem em duas zonasː vegetação zonal de florestas caducifólias de carpa branca e carvalho mel, e zona mediterrânica, perene com bosques de azinheiras. Nas margens dos rios e cachoeiras, pode-se encontrar flora com características de pântano.

### Geologia
As camadas superficiais mais antigas do parque possuem 90 milhões de anos e são formadas por depósitos de carbonáticos do Cretáceo Superior, vários tipos de calcário, dolomita, margas, depósitos de bauxita, entre outros. A característica mais marcante é as barreiras de travertino.
O solo, por possuir características permeáveis e quebráveis, o processo de sedimentação formou várias cavernas, poços e abismo dentro da área do parque.

## Zonas de proteção
O parque foi dividido em três zonas de proteção, seguindo o Plano de Gestão NN123/2019ː
- Zona de proteção integral - Nesta zona é proibido qualquer tipo de extração de recursos naturais, intervenções ou modificações. As únicas atividades permitidas são a remoção de espécies invasoras, a remediação de danos causados por acidente, pesquisas científicas, inventário e monitoramento de componentes da natureza com a supervisão da Instituição, visitas guiadas e limitadas com a supervisão da Instituição e obrigação de utilizar caminhos destinados a visitantes com intervenção mínima de manutenção da infraestrutura existente.[3]
- Zona de proteção direcionada - está inserida nesta zona os prados, pastagens, habitats aquáticos, canaviais, florestas inundadas, áreas agrícolas e patrimónios culturais. O objetivo é preservar o ecossistema, a biodiversidade e o patrimônio cultural. É permitida a revitalização sem alterar as características essenciais da região; atividades agrícolas que ocorrem de acordo com os objetivos de gestão de conservação; as visitas e as pesquisas científicas.[3]
- Zona de uso - inclui as áreas de entrada, de estacionamentos, os centros de informações, centro de visitantes, estradas e caminhos a visitantes, cais e vias navegáveis, usinas hidrelétricas existentes e tomadas de água e anexos. O objetivo é o uso sustentável do espaço, sem prejudicar a biodiversidade e diversidade paisagística.[3]

## Turismo
O acesso ao parque é cobrado, com venda online ou presencial, e por questões de preservação, estão limitando o número de visitantes. O parque possui 6 entradasː Lozovac, Skradin, Roški slap, Kistanje, Burnum e Eko kampus Puljane. Para chegar no parque, pode ser de transporte público ou particular. De transporte público terá acesso ao parque pelas entradas Lozovac ou Skradin. De automóvel particular, com local para estacionar, há as entradas Lozovac, Roški slap, Kistanje, Burnum e Eko kampus Puljane. Há um centro para turistas, chamado Stinice, que se localiza próximo a trilha Stinice - Roški slap, onde oferece um restaurante, loja de souvenirs, ponto de informações e venda de excursões.

### Cachoeiras

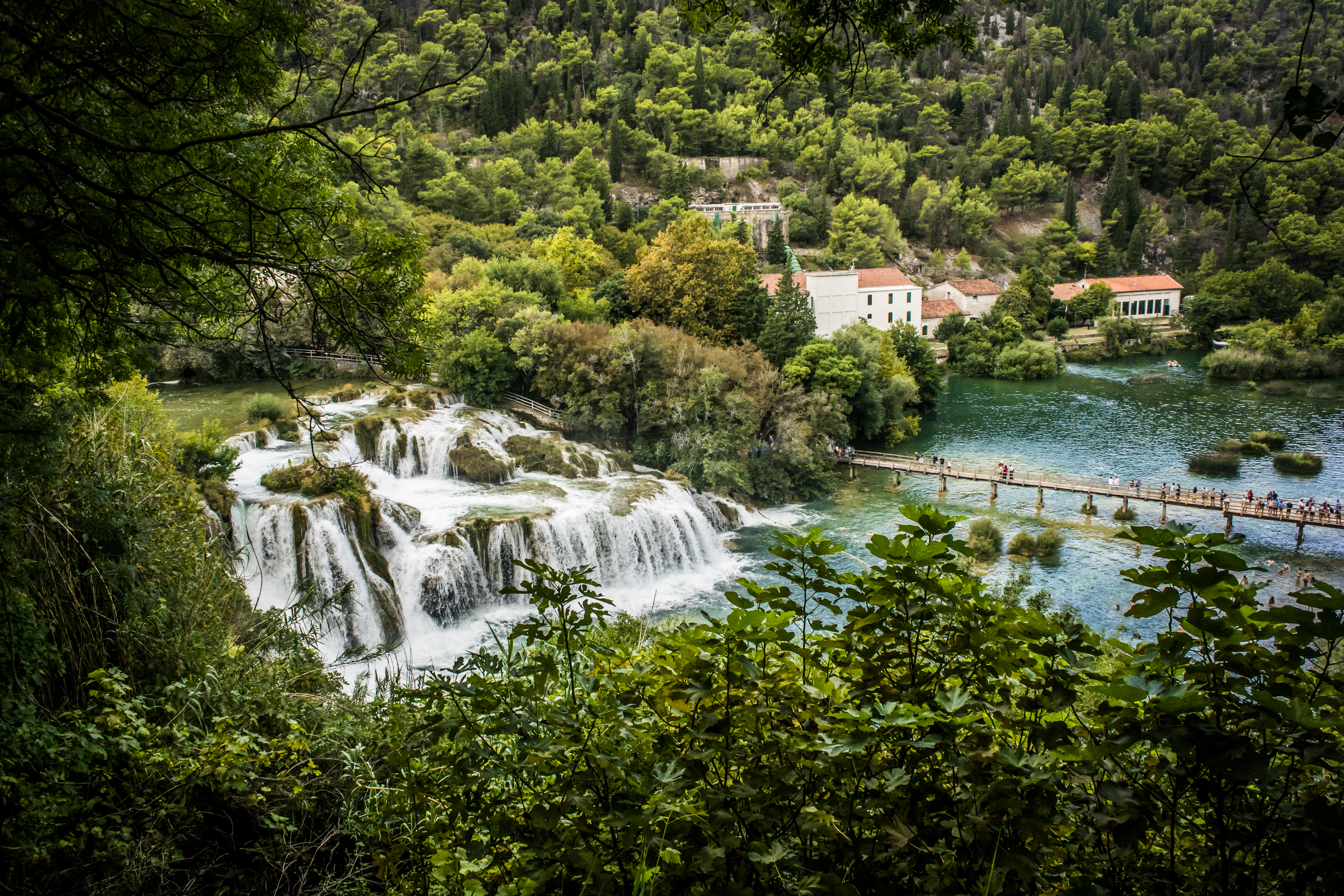

As cachoeiras com barreiras travertinas do Parque Nacional Krka são as atrações mais procuradas pelos visitantes, mas atualmente o banho está proibido. O parque possui 7 cachoeirasː
- Bilušića buk - pode ser acessada pela estrada Kistanje -Knin ou Drniš-Oklaj.[5]
- Brljan - é cercada por vegetação sub-mediterrâneas e é abastecida pelo lago Coric, que possui 400 metros de largura e 1300 metros de comprimento. Pode ser acessada pelas estradas Oklaj-Drniš ou Knin-Kistanje.[5]
- Manojlovac - é a cachoeira mais alta do parque, com 59,6 metros de altura. O cânion ao redor da cachoeira possui vegetação sub-mediterrânea. A cachoeira pode ser visualizada da estrada Knin-Kistanje, próximo às ruínas dos arcos do acampamento romano.[5]
- Rošnjak[5]
- Miljacka slap[5]
- Roški slap - é a cachoeira mais extensa do parque. Começa com uma barreira de travertino com uma série de pequenas cascatas, popularmente chamadas de colares; o meio é formado por remansos e ilhotas e finaliza com a queda principal de 22,5 metros de altura que desagua no Lago Visovac. Em ambos os lados da cachoeira existem moinhos restaurados. A cachoeira pode ser acessada por passeio de barco turístico saindo de Skradinski buk, ou pelas estradas Sibenik, Drniš, Knin ou Skradin.[1][3][5]
- Skradinski buk - é a maior cachoeira e a mais famosa do parque. Possui 400 metros de largura e cerca de 46 metros de altura. Há um caminho circular de 1.900 metros de percurso e moinhos restaurados, que funcionam como bares, lojas de souvenirs e salas de exposições.[1][3][5][8]

### Ilha de Visovac

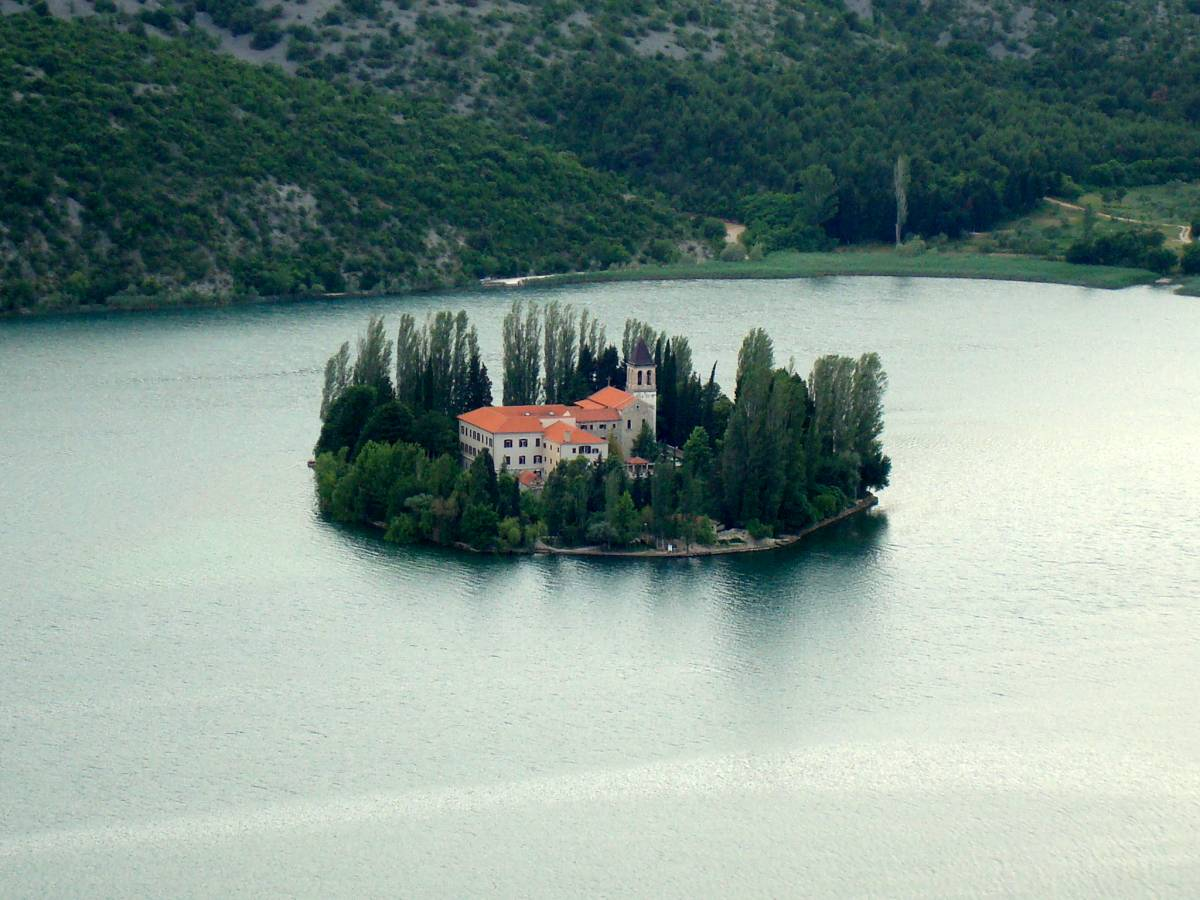
Ilha de Visovac e o mosteiro

A pequena ilha de Visovac está localizada no meio do lago de mesmo nome. Possui cerca de 200 espécies diferentes de plantas e animais e é onde estão localizados o mosteiro franciscano da Mãe da Graça e a igreja de Nossa Senhora de Visovac, construídos no século XIV, inicialmente pelos eremitas de Santo Agostinho. No ano de 1445, durante as conquistas otomanas, os franciscanos bósnios ocuparam o mosteiro, ampliando-o. No mosteiro, há uma galeria de arte, uma biblioteca com livros raros como uma cópia das fábulas de Esoto do século XV, a igreja e as catacumbas romanas de estilo bizantino sob a igreja. A ilha pode ser acessada através de barcos de turismo que saem de Skradinski Buk, Stinica ou Remetić.

### Museus etnográficos
Antigas fábricas foram convertidas em museus. No museu apresentam o antigo processo de moagem do trigo para fabricação de farinha, onde os apresentadores usam típicos trajes nacionais.

### Usinas Hidrelétricas

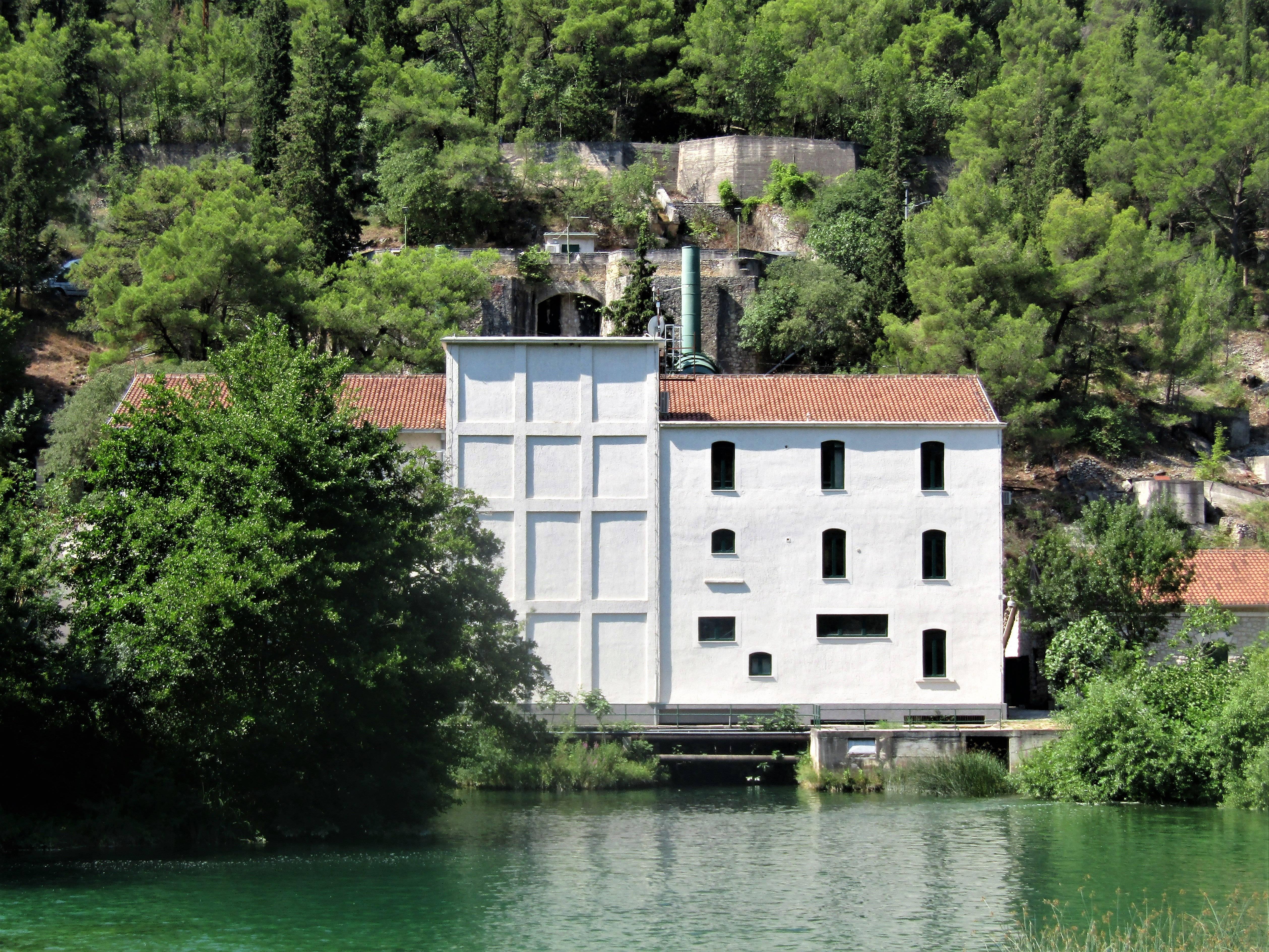
Usina Hidrelétrica Jaruga 2

Um Patrimônio Industrial que está localizado no parque é a ruína da Usina Hidrelétrica Krka, chamada de Jaruga 1, que esteve em funcionamento entre os anos de 1895 e 1914, e foi uma das primeiras do mundo a produzir correntes multifases alternadas para fins comerciais. E há as Usinas Hidrelétrica Jaruga 2 e Miljacka, ambas ainda em funcionamento e fornecem energia verde, sendo de propriedade da Hrvatska elektroprivreda (HEP). Em 2018, a Usina Hidrelétrica Miljacka foi inscrita no Hall da Fama da Hydro por produzir corrente elétrica há mais de 100 anos.

### Cavernas

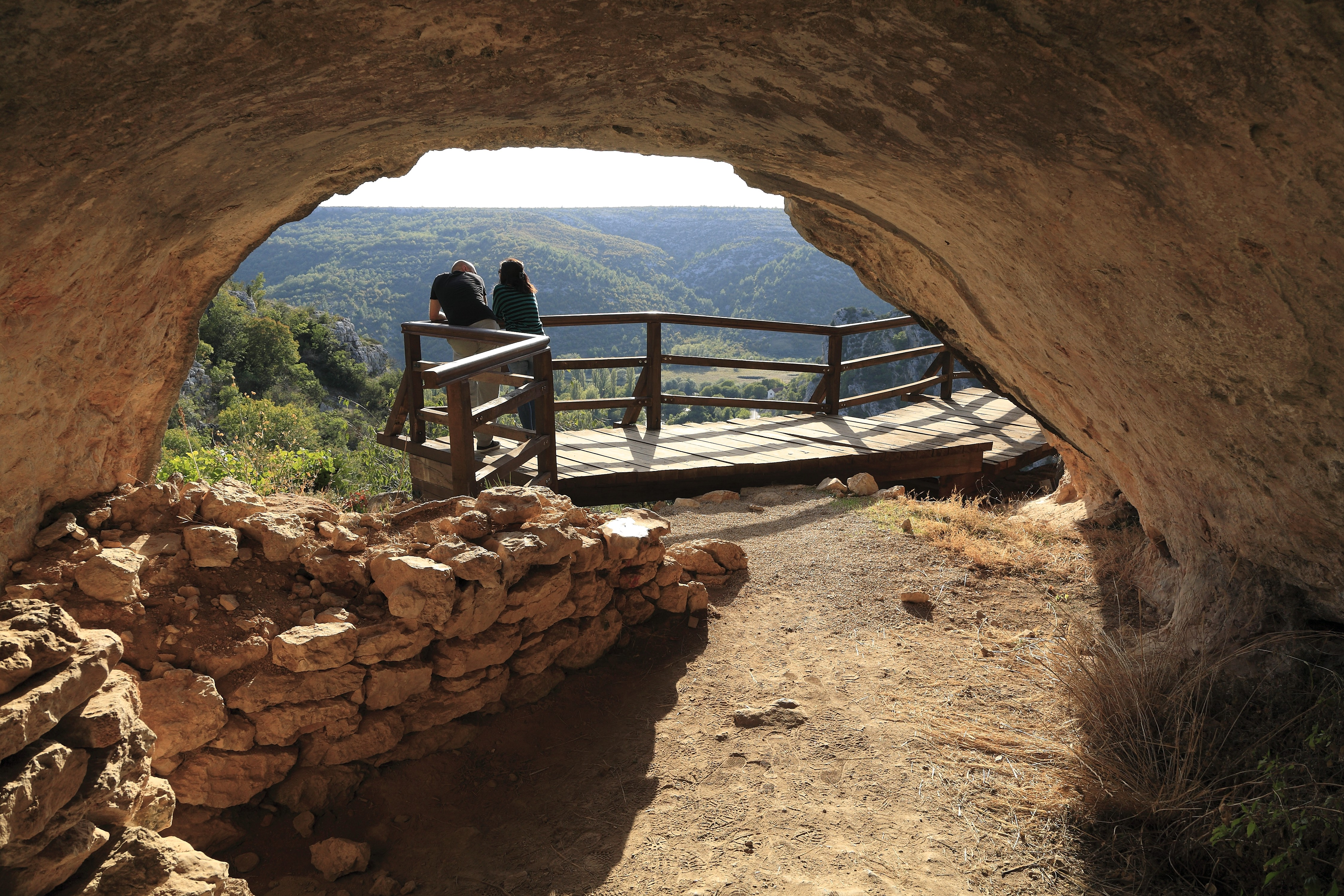
Caverna Oziđana

Na área do parque, há 65 cavernas, mas nem todas estão abertas para visitação. A Caverna Oziđana é um ponto de interesse do parque, pois possui artefatos arqueológicos in situ de vários períodos da área adriática (5000 a.C. a 1500 a.C.); do período neolítico, do período eneolítico, da idade do bronze inicial e médio. O acesso se dá através da trilha Stinice – Roški slap. A caverna Miljacka II também pode ser visitada, possui 2.800 metros de comprimento. Na maré baixa, forma um lago com cerca de 200 metros de comprimento e de profundidade desconhecida. Na maré alta, um rio subterrâneo flui através dele.

### Fortificações
O parque possui diversas ruínas de fortificações. São elasː Kamička, Trošenja, Nečvena, Bogočina e Ključice. A fortaleza Ključice é a maior e mais bem preservada do parque. Foi construída no século XIII, pelos nobres croatas Nelipići, com a finalidade de proteção contra a família rival Šubić. No ano de 1546, foi ocupada pelos turcos até serem expulsos em 1648. A fortaleza foi abandonada desde então. Não é possível visitar a fortaleza Ključice, mas pode ser vista através da trilha de Brnjica.

### Trilhas
Há, no parque, 22 trilhas educativas com um total de 47 quilômetros de extensão. As trilhas educativas possuem placas com informações detalhadas sobre plantas, animais e marcos culturais e históricos do parque, e cinco mirantes. O parque também possui 14 ciclovias com um total de 470 quilômetros de extensão. As ciclovias são divididas em três rotas com níveis de dificuldades diferentesː rota da montanha, rota da estrada e rota da família. Todas as rotas possuem sinalizações e placas de segurança.